# 啮齿目
齧齒目是哺乳動物中的一目，其特徵為上頜和下頜各兩顆會持續生長的門牙，齧齒目動物必須通過啃咬來不斷磨短這兩對門牙。

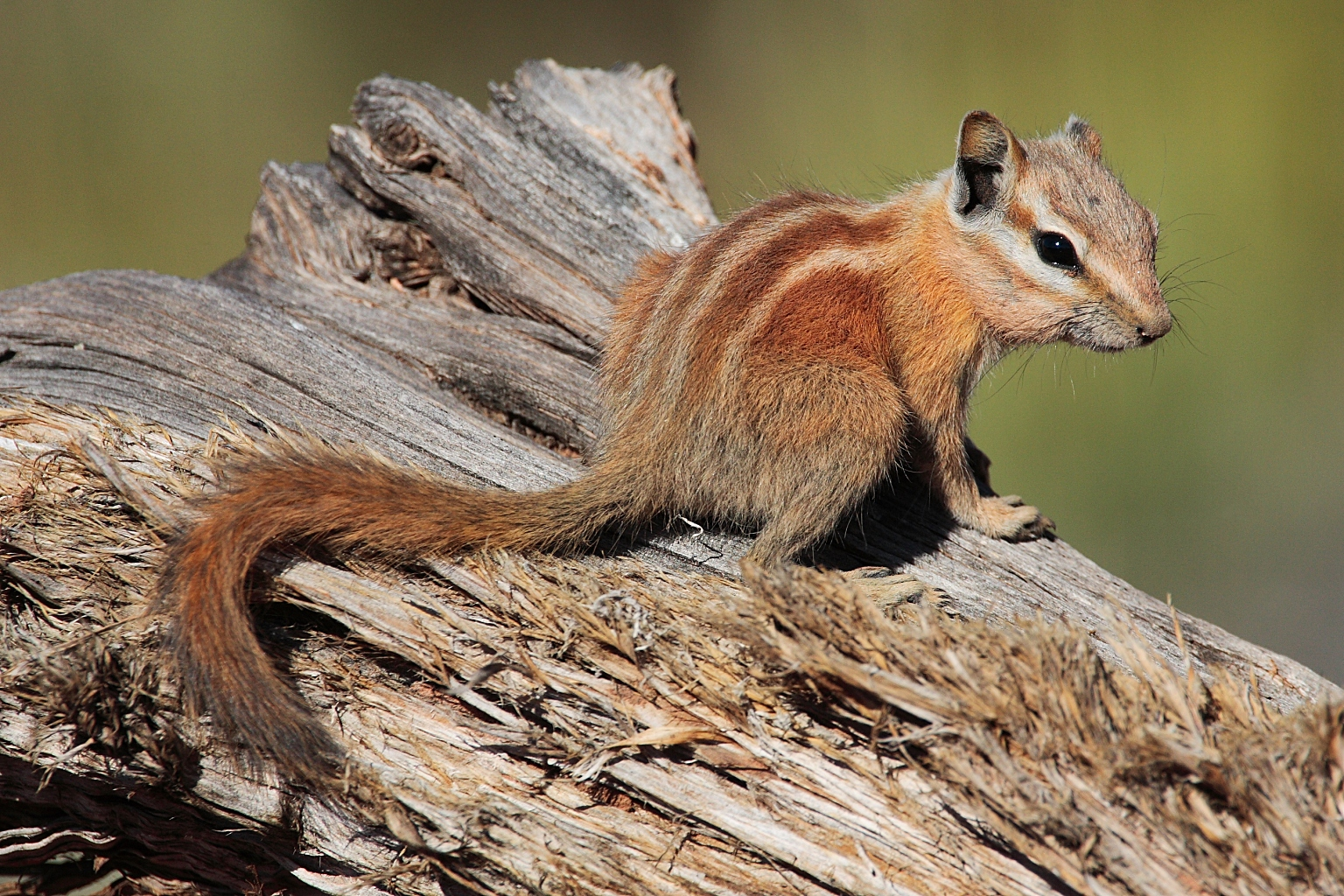
啮齿目松鼠科的花栗鼠

哺乳動物中百分之四十的物種都屬於齧齒目，而且在除了南極洲的其他所有大陸上都可以找到其大量的蹤跡。一般常見的齧齒目動物有老鼠、松鼠、花栗鼠、囊鼠、豪豬、河狸、倉鼠、沙鼠、豚鼠、八齒鼠、毛絲鼠、草原犬鼠和美洲旱獺。齧齒目有尖銳的門牙，可以用來啃咬樹幹、咬碎食物和咬擊掠食者。大多數的齧齒目動物以種子或植物為食，但也有少數以昆蟲或甚至魚類為食。一些物種在歷史上被視為害兽，會偷吃人類的儲糧和傳播疾病。

## 尺寸和範圍
以物種種類（但不一定在數量上）來看，齧齒目組成哺乳動物中最大的一目。齧齒目有約2277個物種，佔了哺乳動物物種數量的百分之四十以上。其優勢可能是基於其較小的身體、較短的生育週期和能夠啃咬及食用多樣的食物。

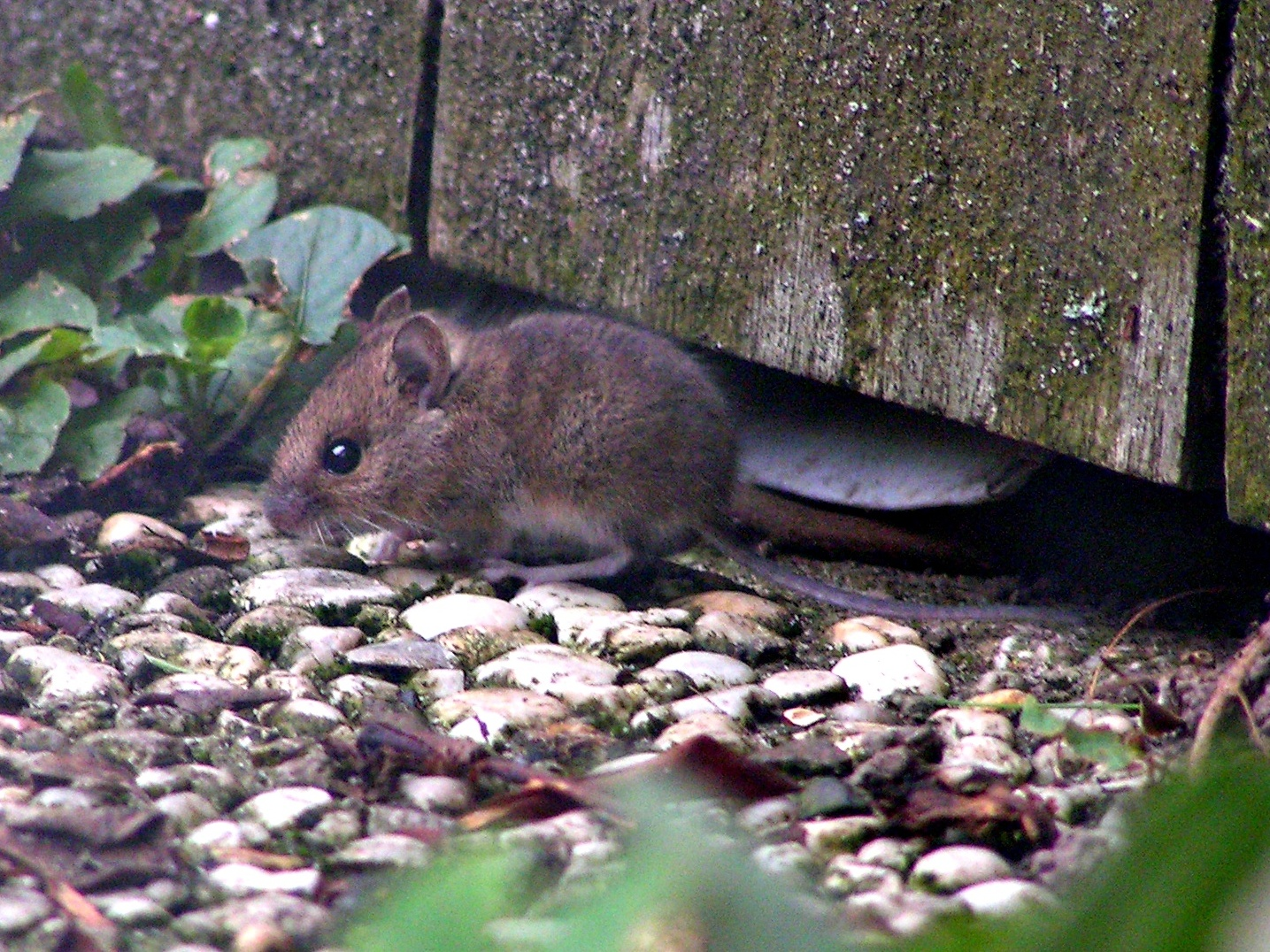
木鼠

齧食目在除了南極洲的其他所有大陸和大多數的島嶼中都可以找到其大量的蹤跡，且棲息在除了大海的其他所有地方。齧食目是真獸下綱（除了蝙蝠和鰭足類）中唯一不經由人類引入而到達澳洲的動物。

## 特徵

### 牙齒

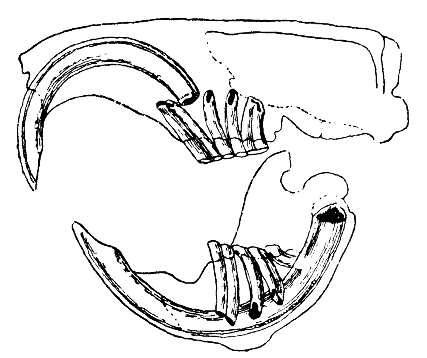
典型齧齒目的牙齒系統

齧齒目動物在其上下顎各有一對門牙，這對門牙會不斷地生長，且必須靠咬齧來將其持續磨短；而這也是「齧齒目」這一名稱的由來。齧齒目的英文學名Rodent就是來自拉丁文rodere（啃）。這些牙齒可用來切斷樹幹、咬開果實外皮或做為防衛用途。齧齒目動物的牙齒外面有琺瑯質，裡面有外露的象牙質，所以可以在咬齧之間自行磨尖。齧齒目動物沒有犬牙，在門牙和前臼齒中間留有縫隙。幾乎所有的齧齒目動物都以植物為食，尤其是以種子為食，但也有少數例外，會吃昆蟲或魚類。一些松鼠甚至會吃如主紅雀科和藍松鴉等雀形目的鳥類。

### 體形

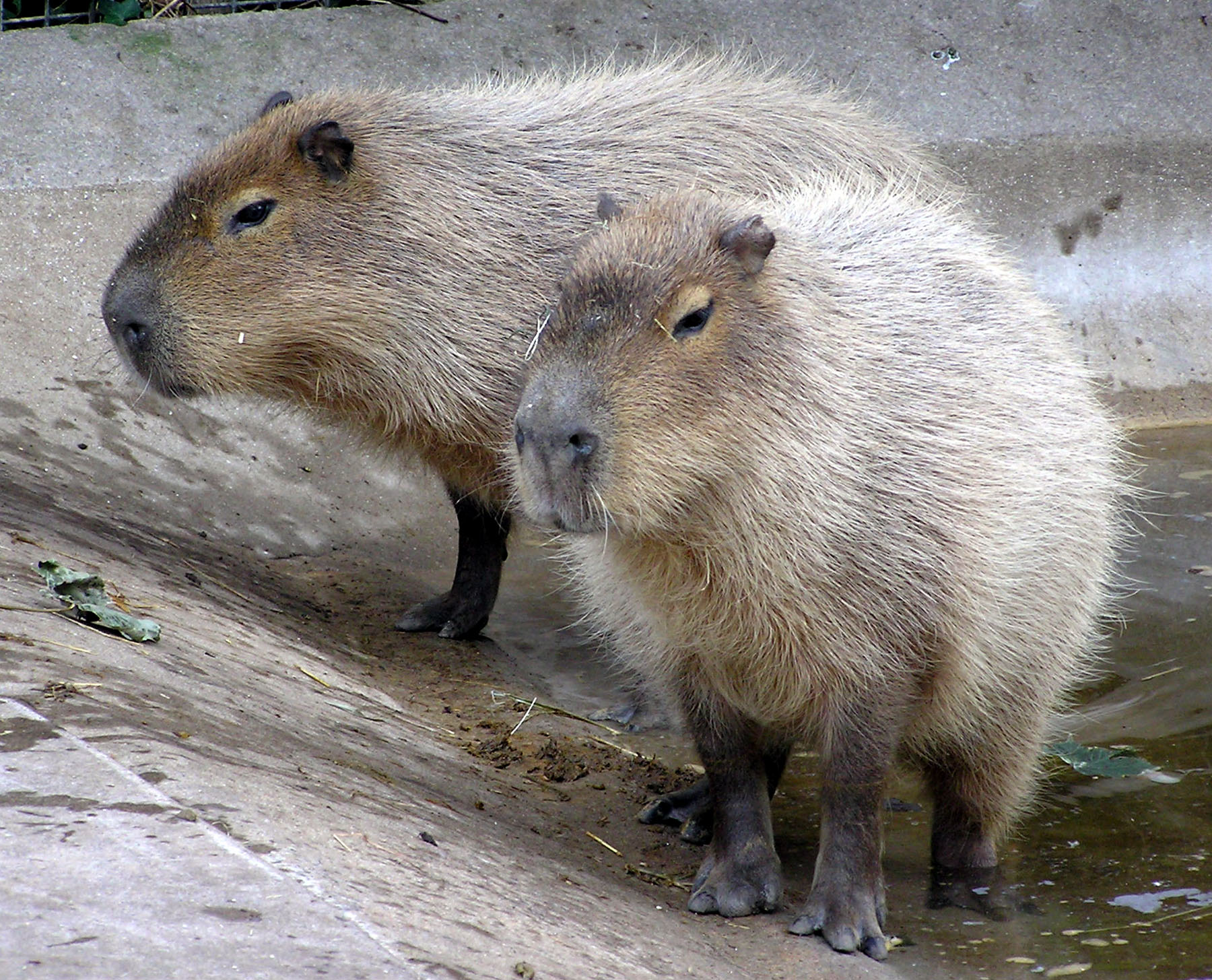
水豚，現存最大的齧齒目動物，可重達65公斤。

許多的齧齒目動物都很小：南非小家鼠的成鼠只會長至6公分長及7公克重，西南亞侏儒跳鼠也有相似或稍小的尺寸。但另一方面，亦有少許齧齒目動物如水豚可重達80公斤，而已知最大的齧齒目動物，已滅絕的莫尼西鼠（Josephoartigasia monesi）則估計重約1000公斤，且可能重達1534公斤或2586公斤。

### 生態和人類的利用
齧齒目在許多生態系統之中都很重要，因為它們繁延迅速，且可做為食肉動物的食物來源、植物傳播的途徑和疾病的傳染媒介。人類把齧齒目動物用來做為毛皮的來源、寵物、動物實驗的模式生物和食物，甚至還會用來測試地雷。
非齧齒目的其他目，如翼手目（蝙蝠）、樹鼩目（樹鼩）、食蟲目（鼹鼠、鼩鼱和刺蝟）、兔形目（野兔、兔和鼠兔）和食肉目中的鼬科（鼬鼠和水貂）有時會和齧齒目相混淆。

## 演化
類似齧齒目的哺乳動物的化石紀錄開始於恐龍滅絕的六千五百萬年前之後不久之時，即古新世時。不過，有些分子鐘的資料猜測現今的齧齒目早在白堊紀晚期就已出現，但也有其他分子差異的研究和化石紀錄相符。到了始新世結束時，河狸的近親、睡鼠、松鼠和其他類群開始出現於化石紀錄之中。一開始是在勞亞大陸（以前北美洲、歐洲和亞洲還連接時的大陸），然後一些物種移居到非洲，形成了最早期的豪豬下目的物種。然而，在科學界裡有一小部份的人認為由粒線體DNA可推測豪豬下目可能是屬於不同的演化分支，因此應和齧齒目屬於不同的目。從非洲，豪豬下目渡海至南美洲（在漸新世和中新世時獨立的一塊大陸）。到了中新世，非洲撞上了亞洲，使得齧齒目動物如豪豬可以散播到歐亞大陸上。在上新世時，齧齒目的化石出現在澳洲上頭。雖然有袋類是澳洲上主要的哺乳動物，齧齒目動物亦在大陸上佔了哺乳動物百分之二十五的數量。同時，南北美洲相連了起來，一些齧齒目動物也散佈到新的土地上頭；老鼠往南走去，豪豬則往北走去。

## 分類
- 松鼠形亚目 Sciuromorpha
  - †科 Allomyidae
  - †科 Reithroparamyidae
  - 睡鼠科 Gliridae
  - 松鼠总科 Sciurida
    - †米拉鼠科 Mylagaulidae
    - 山河狸科 Aplodontiidae
    - 松鼠科 Sciuridae
- 豪猪亚目 Hystricomorpha

齧齒目有三分之二的物種屬於鼠總科。其中，鼠科（藍）和倉鼠科（紅）構成了鼠總科的絕大部份。

  - 梳齿鼠总科 Ctenodactyloidea
    - 梳齿鼠科 Ctenodactylidae
    - †科 Tammquammyidae
    - 硅藻鼠科 Diatomyidae
    - †豫鼠科 Yuomyidae
    - †馕鼠科 Chapattimyidae

  - 演化支 Hystricognathiformes
    - †查干鼠科 Tsaganomyidae
    - 豪猪下目 Hystricognathi
      - †俾路支鼠科 Baluchimyinae
      - 豪猪科 Hystricidae
      - 菲奥鼠小目（非洲豪猪类）Phiomorpha
        - †长尾菲奥鼠科 Myophiomyidae
        - †钻石鼠科 Diamantomyidae
        - †菲奥鼠科 Phiomyidae
        - †肯尼亚鼠科 Kenyamyidae
        - 岩鼠科 Petromuridae
        - 蔗鼠科 Thryonomyidae
        - 滨鼠科 Bathyergidae
        - †似滨鼠科 Bathyergoididae

      - 豚鼠小目（南美豪猪类）Caviomorpha
        - 美洲豪猪总科 Erethizontoidea
          - 美洲豪猪科 Erethizontidae

        - 豚鼠总科 Cavioidea
          - †头刺豚鼠科 Cephalomyidae
          - †始豚鼠科 Eocardiidae
          - 刺豚鼠科 Dasyproctidae
          - 无尾刺豚鼠科 Cuniculidae
          - 花背豚鼠科 Dinomyidae
          - 豚鼠科 Caviidae

        - 八齿鼠总科 Octodontoidea
          - 八齿鼠科 Octodontidae
          - 栉鼠科 Ctenomyidae
          - 棘鼠科 Echimyidae
          - 海狸鼠科 Myocastoridae
          - 硬毛鼠科 Capromyidae
          - †海地岛鼠科 Heptaxodontidae

        - 毛丝鼠总科 Chinchilloidea
          - 毛丝鼠科 Chinchillidae
          - †新绒鼠科 Neoepiblemidae
          - 华毛鼠科 Abrocomidae
- 河狸亚目 Castorimorpha
  - 河狸总科 Castoroidea
    - 河狸科 Castoridae
    - †科 Rhizospalacidae
    - †科 Eutypomyidae

  - 囊鼠总科 Geomyoidea
    - †始鼠科 Eomyidae
    - †科 Heliscomyidae
    - †科 Florentiamyidae
    - 异鼠科 Heteromyidae
    - 囊鼠科 Geomyidae
- 鳞尾松鼠亚目 Anomaluromorpha
  - 鳞尾松鼠科 Anomaluridae
  - †副跳兔科 Parapedetidae
  - 跳兔科 Pedetidae
- 鼠形亚目 Myomorpha
  - 跳鼠总科 Dipodoidea
    - 跳鼠科 Dipodidae

  - 鼠总科 Muroidea
    - 刺睡鼠科 Platacanthomyidae
    - 鼹形鼠科 Spalacidae
    - 暮鼠科 Calomyscidae
    - 马岛鼠科 Nesomyidae
    - 仓鼠科 Cricetidae
    - 鼠科 Muridae

## 延伸閱讀
- Adkins, Ronald M.; Gelke, Eric L.; Rowe, Diane; Honeycutt, Rodney L. . Molecular Biology and Evolution. 2001-05-01, 18 (5): 777–791  [2025-03-27]. ISSN 0737-4038. PMID 11319262. doi:10.1093/oxfordjournals.molbev.a003860. （原始内容存档于2024-04-23）.
- Carleton, M. D. and G. G. Musser. 2005. "Order Rodentia," pp. 745–752 in Mammal Species of the World: A Taxonomic and Geographic Reference. Johns Hopkins University Press, Baltimore.
- Leung, LKP; Cox, Peter G.; Jahn, Gary C.; Nugent, Robert. . Cambodian Journal of Agriculture. 2002, 5: 21–26.
- McKenna, Malcolm C., and Bell, Susan K. 1997. Classification of Mammals Above the Species Level. Columbia University Press, New York, 631 pp. ISBN 978-0-231-11013-6
- Nowak, R. M. 1999. Walker's Mammals of the World, Vol. 2. Johns Hopkins University Press, London.
- Steppan, Scott J.; Adkins, Ronald M.; Anderson, Joel. Thorne, Jeff , 编. . Systematic Biology. 2004-08-01, 53 (4): 533-553  [2025-03-27]. ISSN 1076-836X. PMID 15371245. doi:10.1080/10635150490468701. （原始内容存档于2024-09-07） （英语）.
- . University of California Museum of Paleontology.   [2025-03-27]. （原始内容存档于2024-12-01）.
- Wilson, D. E. and D. M. Reeder, eds. 2005. Mammal Species of the World: A Taxonomic and Geographic Reference. Johns Hopkins University Press, Baltimore.